# 1Y busz (Szolnok)
A szolnoki 1Y jelzésű autóbusz egy helyi betétjárat, ami a Tallinn városrésze és a Cukorgyári Lakótelep között közlekedik (ritkán meghosszabbítottan a Vegyiművekig). A viszonylatot a Volánbusz üzemelteti.

## Megállóhelyei
Átszállási kapcsolatok teljes listája (távolsági és helyközi járatokkal együtt) kizárólag a végállomásoknál feltüntetve.
| 1Y (Tallinn városrész ◄► Temető ◄► Cukorgyári lakótelep ◄► Vegyiművek) | 1Y (Tallinn városrész ◄► Temető ◄► Cukorgyári lakótelep ◄► Vegyiművek) | 1Y (Tallinn városrész ◄► Temető ◄► Cukorgyári lakótelep ◄► Vegyiművek) | 1Y (Tallinn városrész ◄► Temető ◄► Cukorgyári lakótelep ◄► Vegyiművek) | 1Y (Tallinn városrész ◄► Temető ◄► Cukorgyári lakótelep ◄► Vegyiművek) | 1Y (Tallinn városrész ◄► Temető ◄► Cukorgyári lakótelep ◄► Vegyiművek) | 1Y (Tallinn városrész ◄► Temető ◄► Cukorgyári lakótelep ◄► Vegyiművek)                                 | 1Y (Tallinn városrész ◄► Temető ◄► Cukorgyári lakótelep ◄► Vegyiművek) |
| Sorszám (↓)                                                            | Megállóhely                                                            | Perc (↓)                                                               | Perc (↓)                                                               | Kilométer (↓)                                                          | Kilométer (↓)                                                          | Átszállási kapcsolatok                                                                                 |                                                                        |
| ---------------------------------------------------------------------- | ---------------------------------------------------------------------- | ---------------------------------------------------------------------- | ---------------------------------------------------------------------- | ---------------------------------------------------------------------- | ---------------------------------------------------------------------- | --- | ---------------------------------------------------------------------- |
| 0                                                                      | Tallinn városrész végállomás                                           | 0                                                                      | 0                                                                      | 0.0 km                                                                 | 0.0 km                                                                 | 1, 1A, 2, 2Y, 3, 5, 10, 10A, 11Y, 12, 12A, 31, 35, 36, 37                                              |                                                                        |
| 1                                                                      | Zagyva-híd                                                             | 2                                                                      | 2                                                                      | 0.5 km                                                                 | 0.5 km                                                                 | 1, 1A, 10, 10A, 11Y, 12, 12A, 31, 36                                                                   |                                                                        |
| 2                                                                      | Várkonyi tér                                                           | 3                                                                      | 3                                                                      | 1.1 km                                                                 | 1.1 km                                                                 | 1, 1A, 5, 11, 11Y, 41                                                                                  |                                                                        |
| 3                                                                      | Vásárcsarnok                                                           | 4                                                                      | 4                                                                      | 1.4 km                                                                 | 1.4 km                                                                 | 1, 1A, 5, 11, 11Y, 20, 20A, 21, 21A, 22, 22A, 23, 23A, 23E, 24, 24A, 25, 25A, 41                       |                                                                        |
| 4                                                                      | Szapáry út                                                             | 7                                                                      | 7                                                                      | 1.9 km                                                                 | 1.9 km                                                                 | 1, 1A, 23E                                                                                             |                                                                        |
| 5                                                                      | Tiszavirág híd                                                         | 8                                                                      | 8                                                                      | 2.2 km                                                                 | 2.2 km                                                                 | 1, 1A, 23E                                                                                             |                                                                        |
| 6                                                                      | Gábor Áron tér                                                         | 9                                                                      | 9                                                                      | 2.6 km                                                                 | 2.6 km                                                                 | 1, 1A, 23E                                                                                             |                                                                        |
| 7                                                                      | Mártírok útja (RepTár)                                                 | 10                                                                     | 10                                                                     | 3.0 km                                                                 | 3.0 km                                                                 | 1, 1A, 23E                                                                                             |                                                                        |
| 8                                                                      | RepTár                                                                 | 11                                                                     | 11                                                                     | 3.3 km                                                                 | 3.3 km                                                                 | 23E |                                                                        |
| 9                                                                      | Temető                                                                 | 12                                                                     | 12                                                                     | 3.8 km                                                                 | 3.8 km                                                                 | 2, 2Y, 5, 21, 21A, 32, 33, 34, 34A, 34E                                                                |                                                                        |
| 10                                                                     | Logisztikai Park                                                       | 14                                                                     | 14                                                                     | 4.5 km                                                                 | 4.5 km                                                                 | 1, 1A, 2, 2Y, 5, 21, 21A, 25, 25A, 32, 33, 34, 34A, 34E                                                |                                                                        |
| 11                                                                     | Megyei kórház                                                          | 15                                                                     | 15                                                                     | 5.0 km                                                                 | 5.0 km                                                                 | 1, 1A, 2, 2Y, 5, 21, 21A, 25, 25A, 32, 33, 34A, 34E                                                    |                                                                        |
| 12                                                                     | Cukorgyári lakótelep vonalközi végállomás                              | 17                                                                     | 17                                                                     | 5.8 km                                                                 | 5.8 km                                                                 | 1, 1A, 2, 2Y, 5, 21, 21A, 32, 33, 34A, 34E 1464 532, 533, 537, 538, 4600, 4601, 4606, 4630, 4632, 4638 |                                                                        |
| A járatok ¼-e érinti.                                                  |                                                                        |                                                                        |                                                                        |                                                                        |                                                                        | |                                                                        |
| 13                                                                     | McHale Hungária Kft.                                                   | ∫                                                                      | 18                                                                     | ∫                                                                      | 6.3 km                                                                 | 1, 1A, 21, 21A, 25, 25A, 32, 34, 34A, 34E                                                              |                                                                        |
| 14                                                                     | Agroker bejárati út                                                    | ∫                                                                      | 19                                                                     | ∫                                                                      | 7.0 km                                                                 | 1, 1A, 34, 32, 34A, 34E                                                                                |                                                                        |
| 15                                                                     | Paprika utca (Unisil)                                                  | ∫                                                                      | 20                                                                     | ∫                                                                      | 7.4 km                                                                 | 1, 1A, 34, 34A, 34E                                                                                    |                                                                        |
| 16                                                                     | Vegyiművek lakótelep                                                   | ∫                                                                      | 21                                                                     | ∫                                                                      | 8.0 km                                                                 | 1, 34, 34A, 34E                                                                                        |                                                                        |
| 17                                                                     | Vegyiművek végállomás                                                  | ∫                                                                      | 22                                                                     | ∫                                                                      | 8.5 km                                                                 | 1, 34, 34A, 34E                                                                                        |                                                                        |